# Луїза Блага
Луїза Блага (угор. Blaha Lujza, уроджена Людовіка Рейндль (Ludovika Reindl); 8 вересня 1850, Рімавська Собота, королівство Угорщина — 18 січня 1926, Будапешт) — угорська актриса і співачка. Отримала прізвисько «Соловей нації».

## Біографія
Луїза Блага народилася в сім'ї офіцера-гусара німецького походження Олександра Рейндля, який захоплювався театром, і вже у віці шести років уперше вийшла на театральну сцену в Естергомі. Луїза виступала як німецькою, так і угорською мовами. У 16 років одружилася з музикантом Яношем Благом, який багато в чому сприяв зльоту її кар'єри. 1871 року дебютувала на сцені Національного театру в Будапешті. Визнання національного рівня досягла до 1875 завдяки головним ролям у театральних постановках на народні теми. Знялася у двох німих фільмах.
Луїза Блага була дуже популярною і мала певний суспільний вплив. Так, на прохання прославленої примадонни, яку вона проспівала після закінчення театральної постановки перед бісуючою публікою, імператор Франц Йосип I помилував групу новобранців, засуджених до страти за вбивство офіцера, що жорстоко поводився з ними.
За досягнення актриси площа перед будівлею Народного театру в Будапешті отримала її ім'я. У Балатонфюреді, де Блага багато років проводила літні місяці, їй встановлено пам'ятник. Луїза Блага тричі виходила заміж. Дочка Шарі Блага також стала співачкою.
Похована на цвинтарі Керепеші.